# Park Narodowy Nikkō
Park Narodowy Nikkō (jap. 日光国立公園 Nikkō Kokuritsu Kōen) – park narodowy w Japonii, utworzony 4 grudnia 1934 roku. 
Park obejmuje górski obszar w środkowej części wyspy Honsiu (Honshū), w regionie Kantō na granicy z regionem Tōhoku; głównie w prefekturze Tochigi, ale także częściowo w prefekturach: Gunma i Fukushima. 

## Opis
Park, którego powierzchnia wynosi 1400,21 km², składa się z dwóch, blisko siebie położonych części, które oddziela, niebędąca częścią parku, dolina rzeki Naka. Położony bardziej na północ, mniejszy fragment parku Nikko, który w połowie znajduje się na terenie prefektury Fukushima, stanowią wulkaniczne góry Nasu będące południowym krańcem gór Ōu, najdłuższego w Japonii łańcucha górskiego. Najwyższym ich wzniesieniem jest wulkan Nasu (Nasu-dake), o wysokości 1917 m n.p.m.
Pozostała, znacznie rozleglejsza, część parku Nikkō jest obszarem źródłowym wielu rzek tej części kraju, z licznymi wodospadami, takimi jak Kegon (97 m), czy Ryūzu (60 m). Na tym obszarze znajduje się również jezioro Chūzenji, najwyżej w Japonii położony zbiornik wodny (1269 m n.p.m.). Ponadto, teren ten obfituje w wody termalne, dzięki którym powstały onseny, takie jak Yumoto Onsen czy Kinugawa Onsen.

Przy południowej granicy parku położone jest - obfitujące w cenne zabytki architektury - miasto Nikkō. Najcenniejszym z nich jest kompleks chramów Nikkō Tōshō-gū, który został wzniesiony jako mauzoleum pierwszego sioguna z rodu Tokugawa, Ieyasu.
W dniu 30 sierpnia 2007 r. odłączono północno-zachodnią część PN Nikkō i powołano w ten sposób graniczący z nim Park Narodowy Oze.

## Galeria

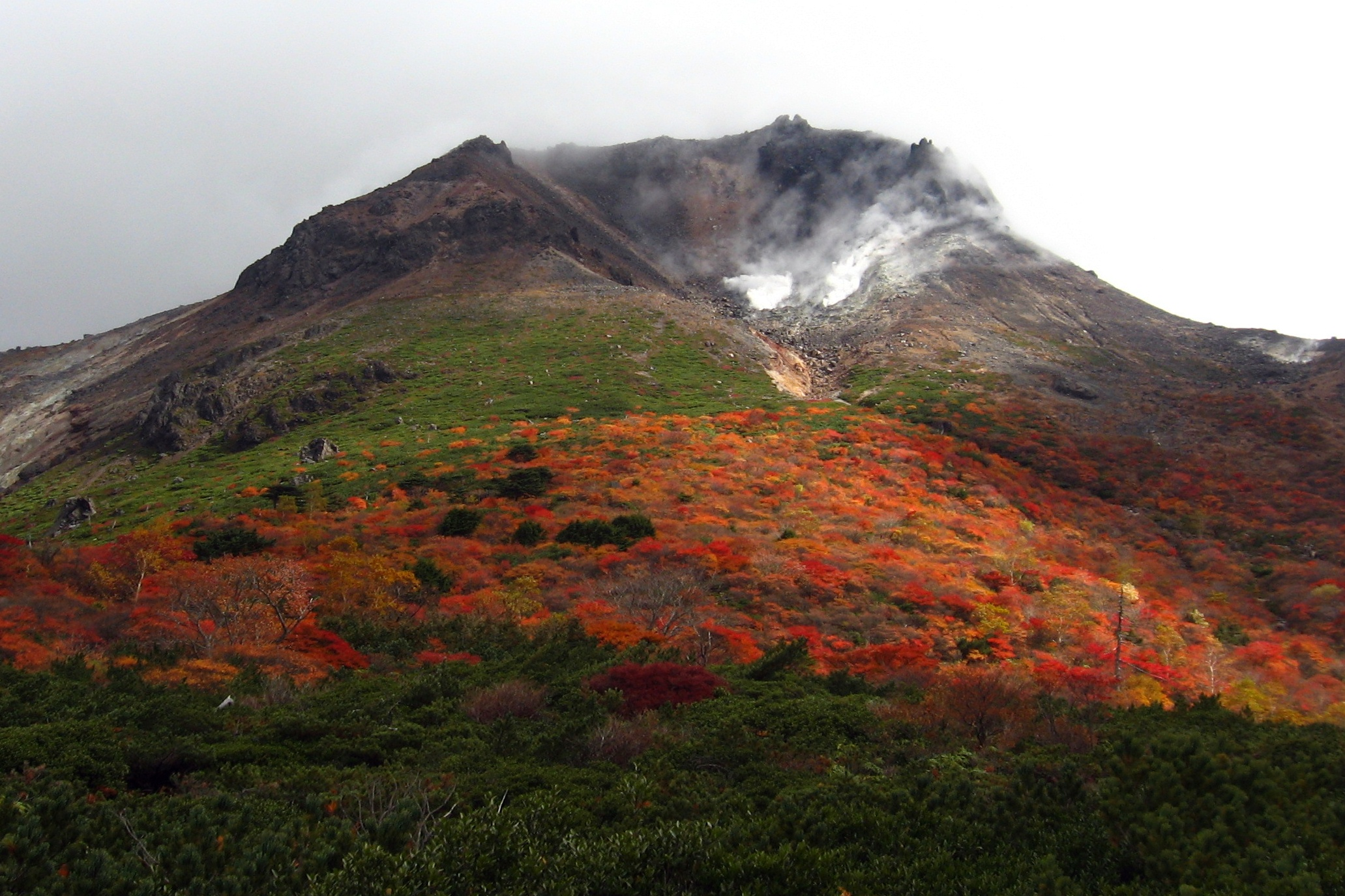
Wulkan Chausu-dake, Nasu
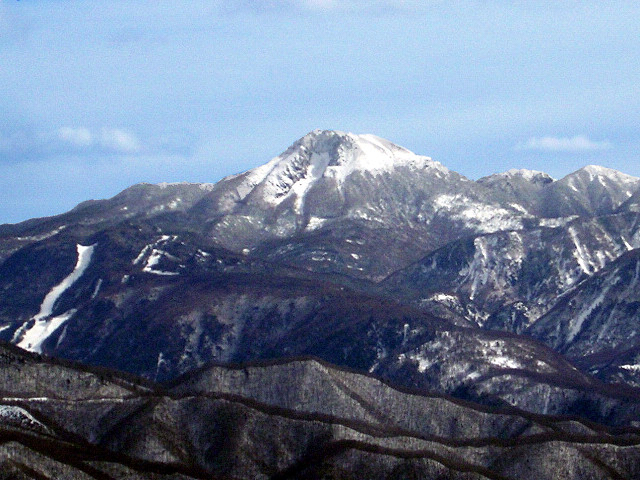
Wulkan Nikkō-Shirane
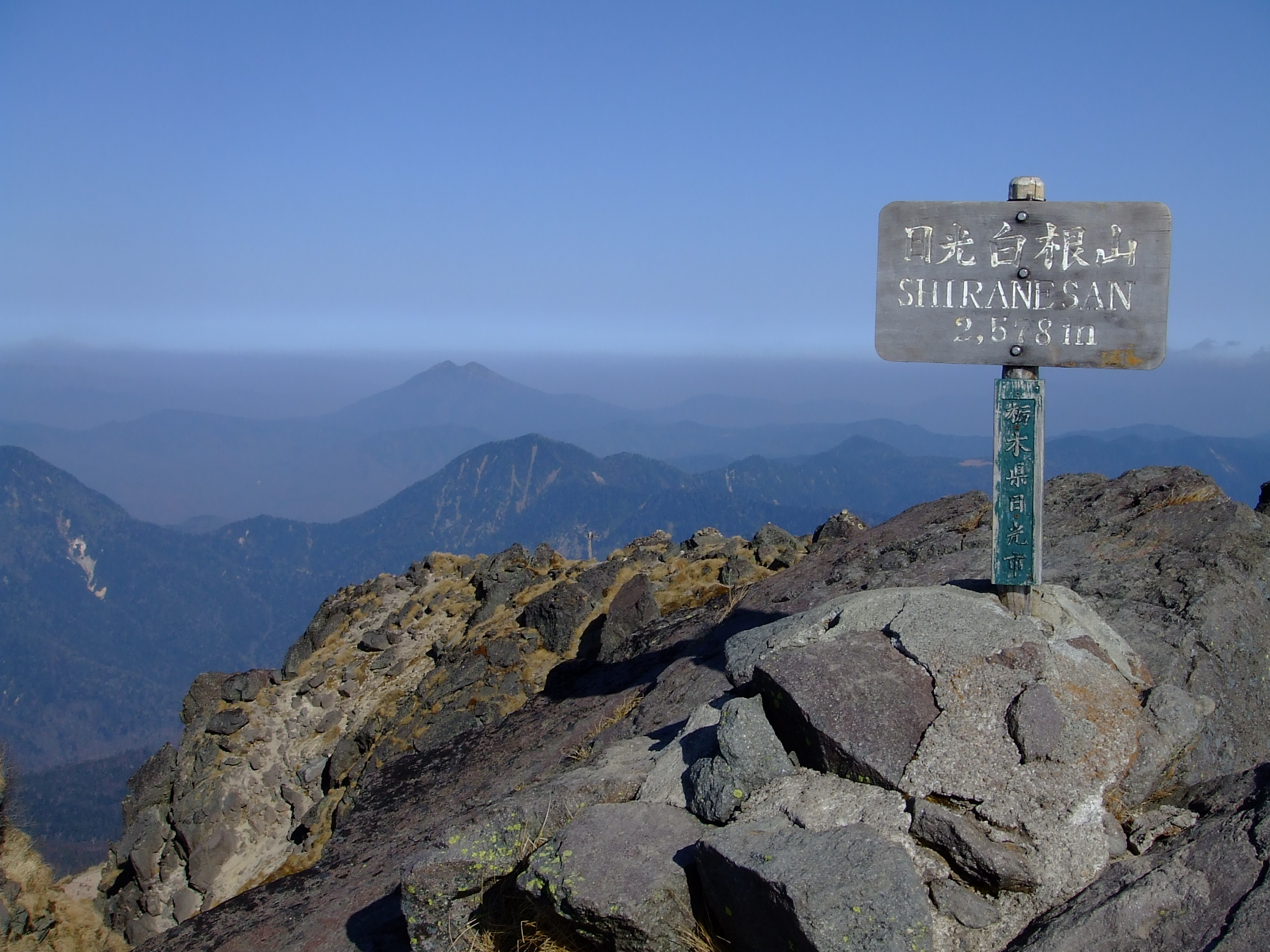
Na wierzchołku wulkanu Shirane
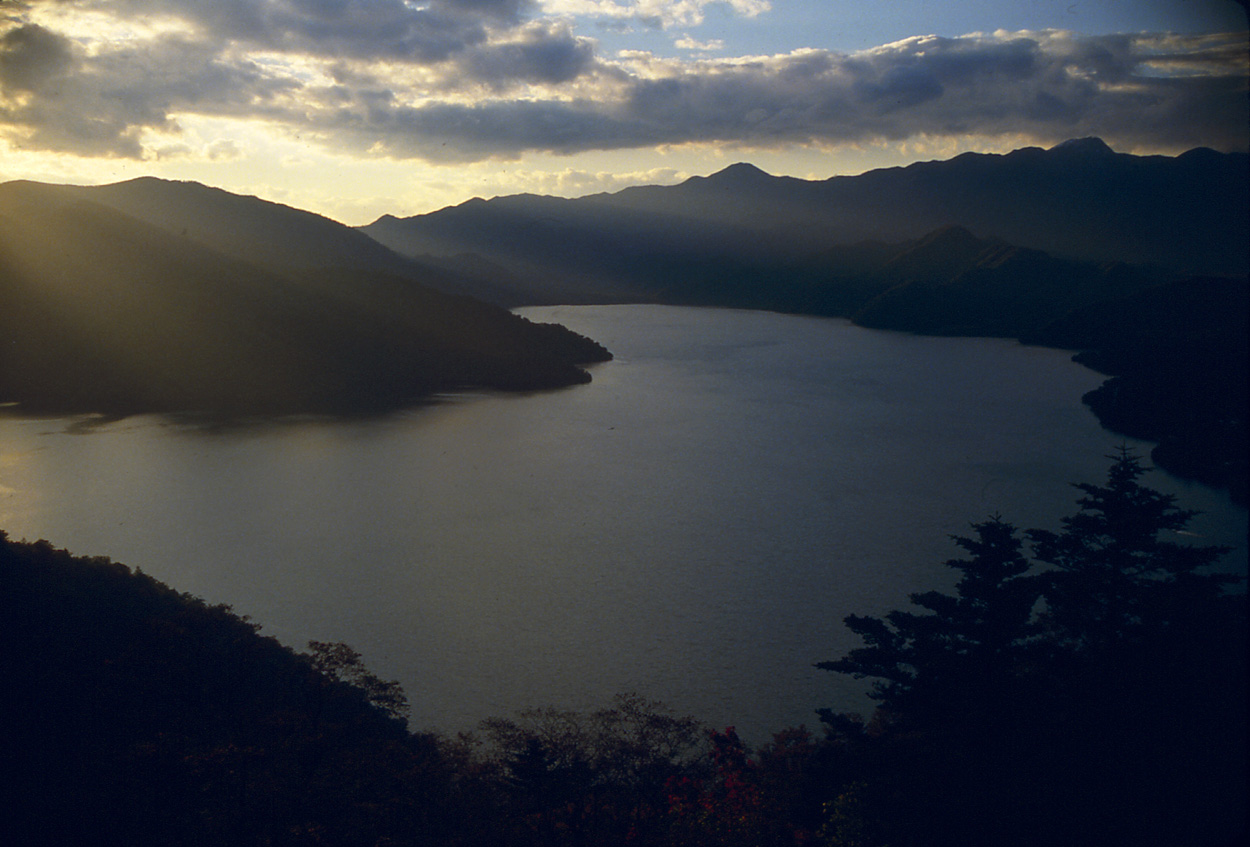
Najwyżej położone japońskie jezioro, Chūzenji
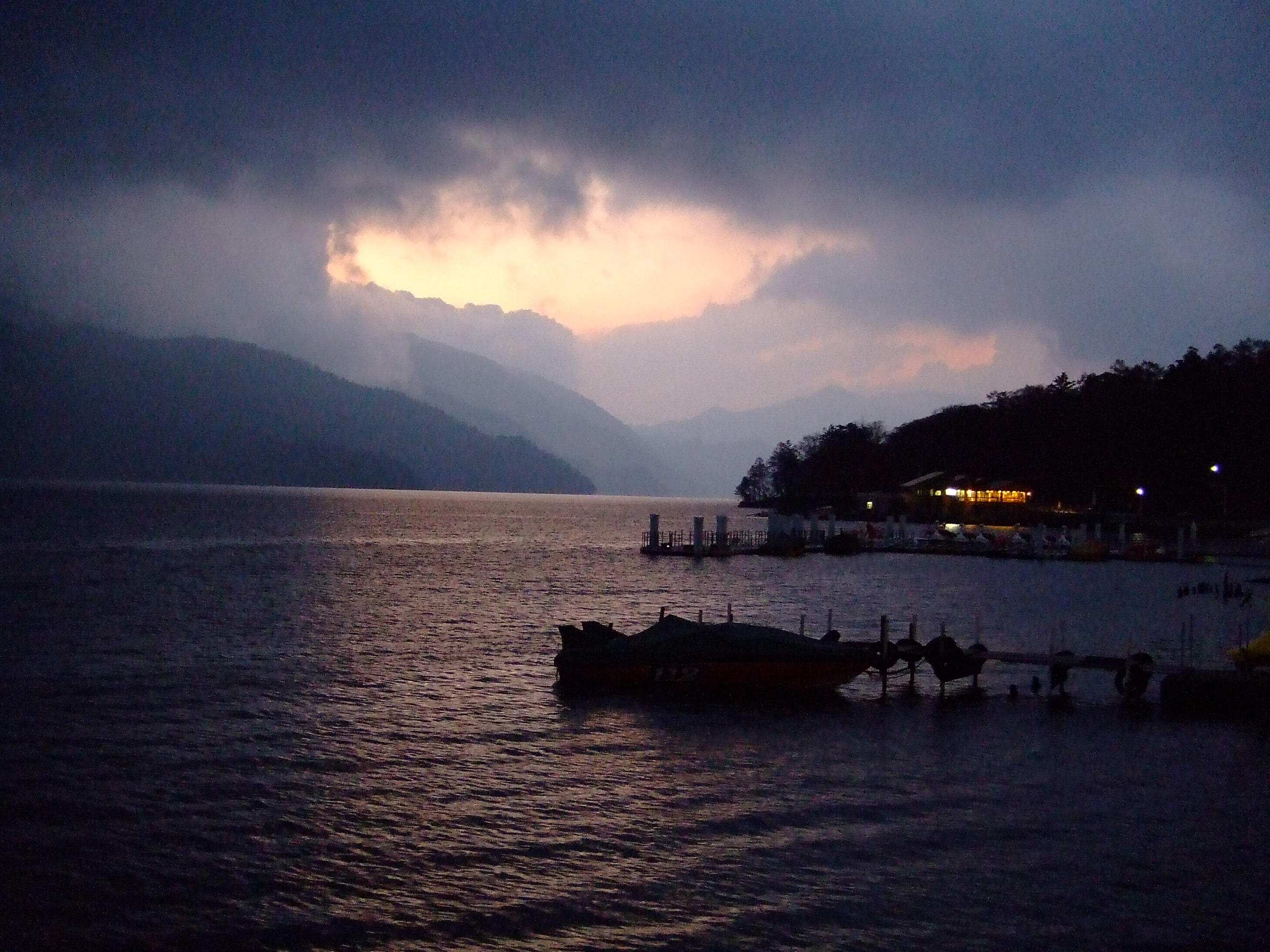
Jezioro Chūzenji wieczorową porą
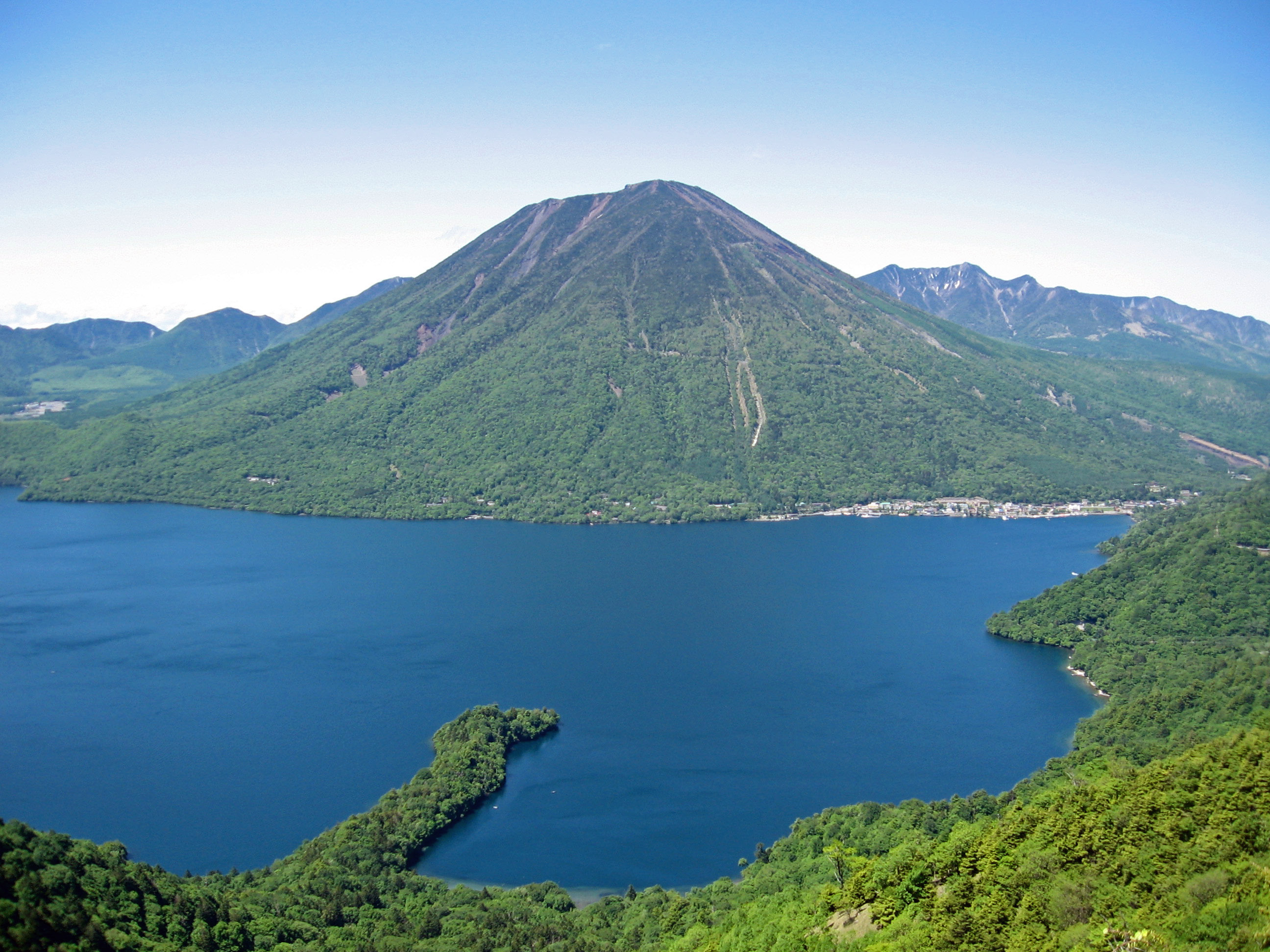
Wulkan Nantai i jezioro Chūzenji
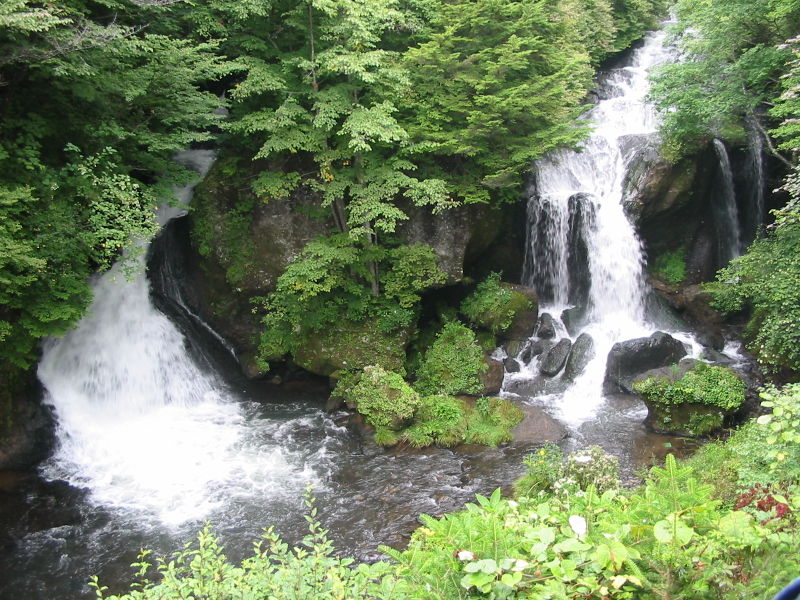
Wodospad Ryūzu
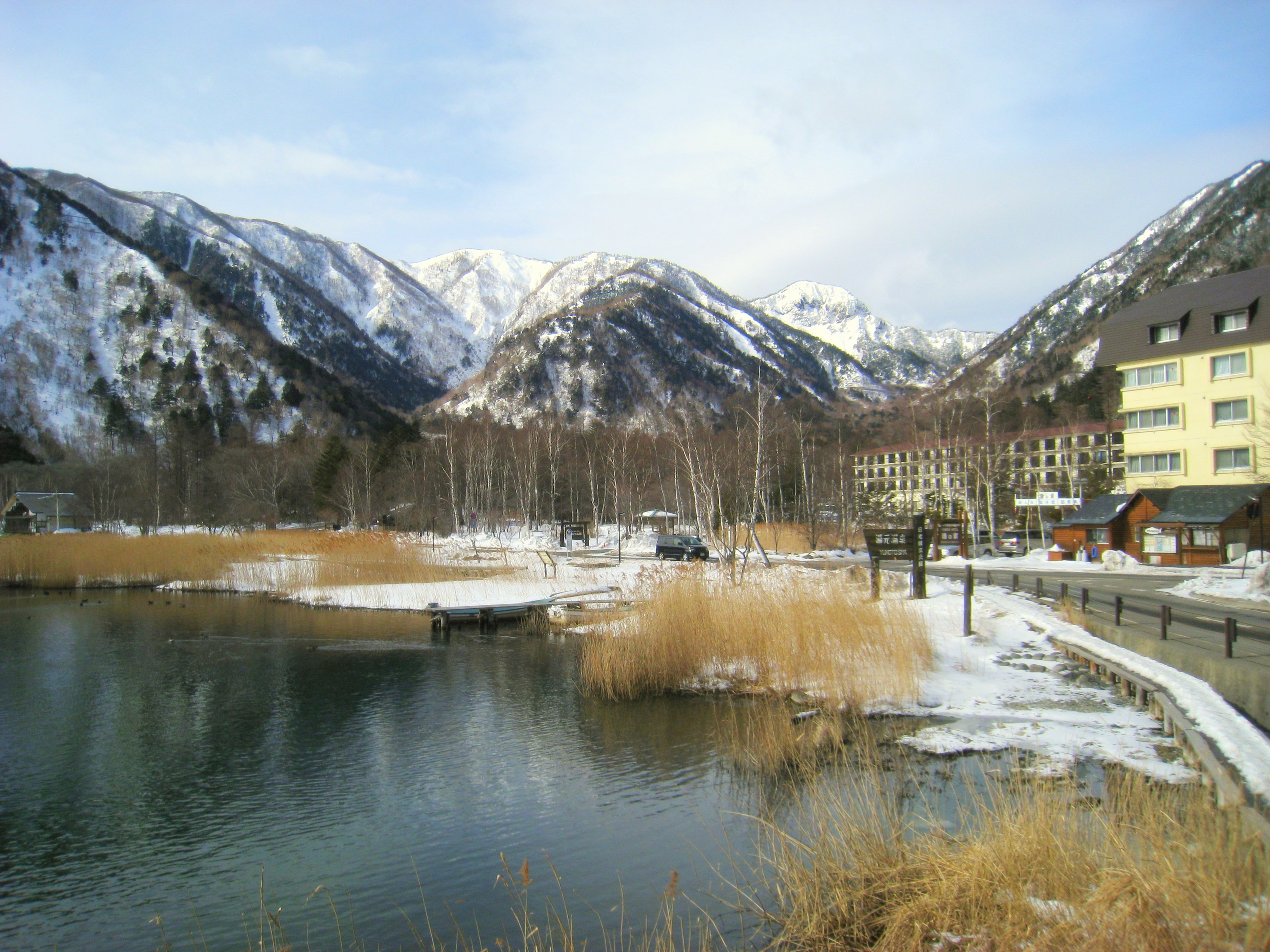
Uzdrowiskowa miejscowość Yumoto
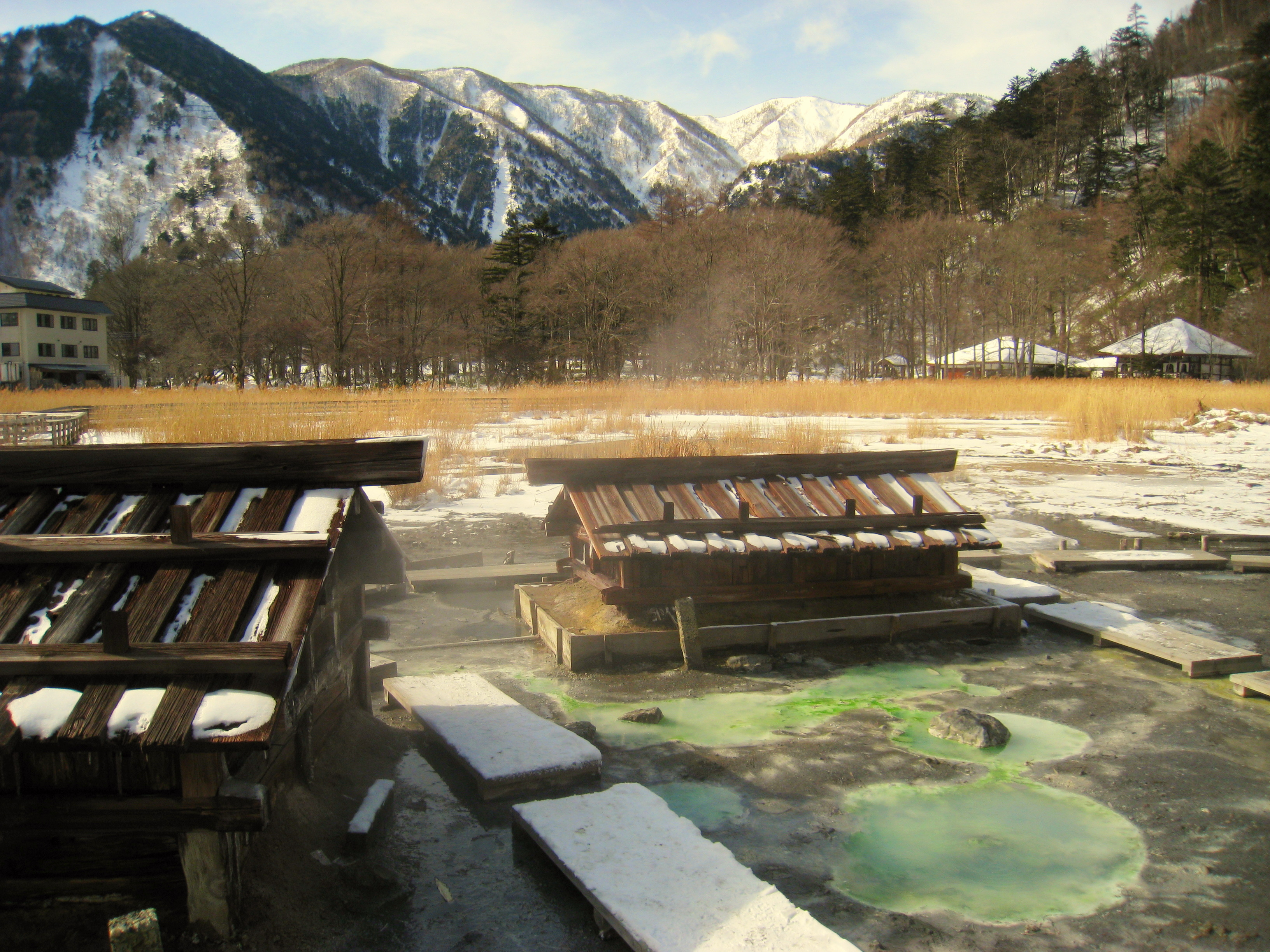
Onsen w Yumoto